# Футбол у Боснії і Герцеговині
Футбол у Боснії і Герцеговині є найпопулярнішим видом спорту і в нього грають понад 100 років. Перший футбольний клуб «Зринскі» (Мостар) був заснований у 1905 році.

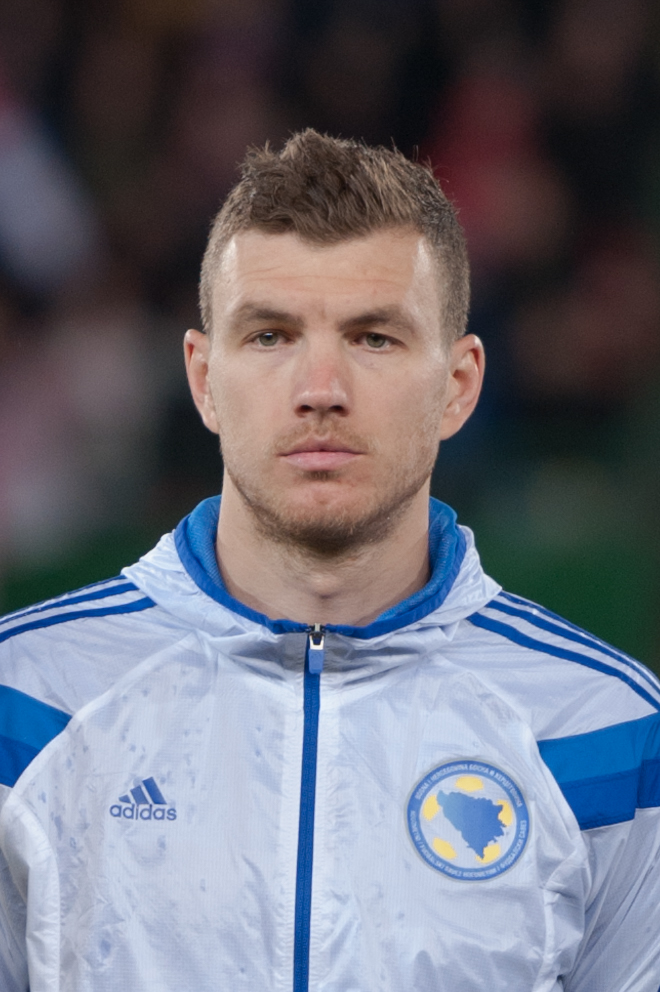
Едін Джеко, найкращий бомбардир національної збірної

## Історія

### Розвиток футболу у країні
Футбол у Сараєво з'явився в 1903 році, а в Мостарі — в 1905 році, після чого став поширюватися по всій Боснії: клуби з'являлися у великих містах Баня-Лука, Тузла, Зениця і Бихач. В 1908 році був проведений перший чемпіонат в країні.
До початку першої світової війни в Сараєво були клуби ШАШК, «Славія», «Джерзелез» («Сараєвський») та «Маккабі» («Баркохба»), ще 20 були в інших містах.

### Югославія

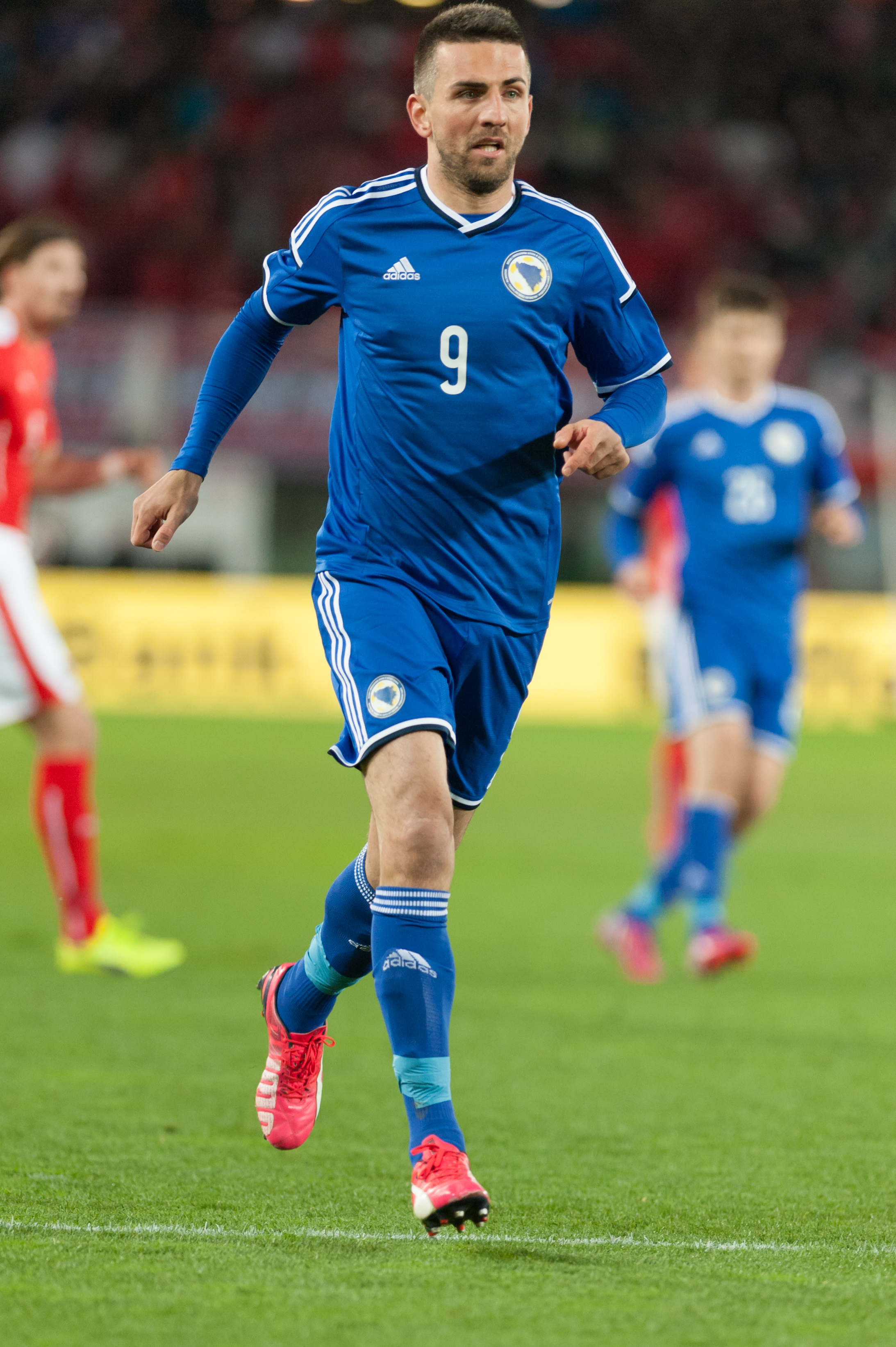
Ведад Ібішевич, автор першого гола збірної на чемпіонатах світу (2014 року у ворота збірної Аргентини)

У 1918 році, після утворення Королівства Югославії, стартував новий чемпіонат із декількома лігами, і у вищому дивізіоні стали грати дві боснійські команди. У 1920 році була заснована Сараєвська футбольна підасоціація як правонаступниця Футбольного союзу Боснії та Герцеговини. Чемпіонат Югославії тривав до сезону 1939/40. Вже після війни боснійські клуби грали в чемпіонаті СФРЮ, а Сараєвська підасоаціація була перетворена на Футбольний союз СР Боснії і Герцеговини, що входив до Югославського футбольного союзу.
Провідними командами Боснії та Герцеговини є «Сараєво», «Железничар» та «Вележ». Вони грали у Першій та Другій лігах Югославії, виступали в кубку Югославії, а за збірну Югославії грали боснійські зірки — Вахід Халілходжич, Сафет Сушич, Йосип Каталинський, Фарук Хаджибегич, Душан Баєвич, Івиця Осим та ін.

### Період незалежності і національна збірна
У розпал Громадянської війни у Боснії збірна Боснії та Герцеговини під керівництвом Футбольного союзу Боснії та Герцеговини матчів майже не проводила, обмежуючись лише товариськими іграми. 30 листопада 1995 року збірна зіграла свій перший офіційний матч під егідою ФІФА проти Албанії, лише через 9 днів після укладання Дейтонських угод. Боснія та Герцеговина тоді набула статусу тимчасового члена ФІФА, отримавши всю необхідну матеріальну допомогу для проведення матчу. Проте боснійці зазнали невдачі, поступившись 0:2. Першу свою перемогу команда здобула 6 листопада 1996 року над Італією.
Оскільки Боснія та Герцеговина стала членом ФІФА у 1996 році та членом УЄФА у 1998 році, то взяти участь у відбіркових турнірах до чемпіонату світу 1994 року в США та чемпіонату Європи 1996 року в Англії вона не змогла. Найвищою позицією в рейтингу ФІФА стало 13-е місце в серпні 2013 року.
Вперше у своїй історії команда виступила на великому турнірі у 2014 році як учасниця чемпіонату світу у Бразилії. Команда провела всього три гри і не подолала груповий етап, програвши Аргентині та Нігерії та здолавши Іран. На чемпіонат Європи Боснія ще не потрапляла: у 2012 році замість неї туди вирушила переможець стикових матчів Португалія, а в 2016 році — Ірландія, яка також здолала боснійців у стикових зустрічах; в інших випадках Боснія не діставалася місць, що дають пряму путівку на Євро.
Домашнім стадіоном збірної є «Біліно Поле» у місті Зениця.

## Фанати
Існує ряд фанатських футбольних угруповань Боснії та Герцеговини: «Manjiaci» — ультрас «Железничара», «Horde zla» — ультрас «Сараєво», але найвідомішим є угруповання національної збірної BHFanaticos.